# Графика на функция
В областта на математиката графиката на една функция {\displaystyle f} представлява колекция от всички наредени двойки {\displaystyle (x,f(x))}. Целта е тези двойки да бъдат представени графично като точки в равнина определена от декартова координатна система.
Съществува концепция за графично представяне на функции с няколко променливи.

## Примери
- Права
- Парабола
- Инфлексна точка